# Клатієр (Айова)
Клатієр (англ. Clutier) — місто (англ. city) в США, в окрузі Тама штату Айова. Населення — 213 осіб (2010).

## Географія
Клатієр розташований за координатами 42°4′46″ пн. ш. 92°24′13″ зх. д. / 42.07944° пн. ш. 92.40361° зх. д. (42.079329, -92.403608).  За даними Бюро перепису населення США в 2010 році місто мало площу 1,97 км², уся площа — суходіл.

## Демографія
Згідно з переписом 2010 року, у місті мешкало 213 осіб у 95 домогосподарствах у складі 49 родин. Густота населення становила 108 осіб/км².  Було 121 помешкання (62/км²).
Расовий склад населення:
| - 92,5 % — білих - 0,5 % — корінних американців - 4,7 % — осіб інших рас |

До двох чи більше рас належало 2,3 %. Частка іспаномовних становила 8,9 % від усіх жителів.
За віковим діапазоном населення розподілялося таким чином: 27,7 % — особи молодші 18 років, 53,1 % — особи у віці 18—64 років, 19,2 % — особи у віці 65 років та старші. Медіана віку мешканця становила 41,8 року. На 100 осіб жіночої статі у місті припадало 90,2 чоловіків;  на 100 жінок у віці від 18 років та старших — 79,1 чоловіків також старших 18 років.
Середній дохід на одне домашнє господарство  становив 43 829 доларів США (медіана — 38 125), а середній дохід на одну сім'ю — 57 360 доларів (медіана — 41 875). За межею бідності перебувало 12,1 % осіб, у тому числі 29,2 % дітей у віці до 18 років та 4,9 % осіб у віці 65 років та старших.
Цивільне працевлаштоване населення становило 88 осіб. Основні галузі зайнятості: виробництво — 20,5 %, мистецтво, розваги та відпочинок — 17,0 %, освіта, охорона здоров'я та соціальна допомога — 13,6 %, будівництво — 11,4 %.